# Kanton Saint-Cloud
Kanton Saint-Cloud (fr. Canton de Saint-Cloud) je francouzský kanton v departementu Hauts-de-Seine v regionu Île-de-France. Tvoří ho pouze město Saint-Cloud.